# Gruppo Richemont
Il gruppo Richemont è una holding finanziaria svizzera, quotata alla Borsa di Zurigo e con sede a Ginevra, che riunisce marchi del lusso di consolidata tradizione, i quali nel corso degli anni sono stati acquisiti in tutto o in parte dal gruppo, ed ora vengono gestiti in modo sistemico, con metodologie di management avanzate, secondo strategie di posizionamento e di crescita supportate dal gruppo stesso.
Il gruppo è uno dei principali attori nel mondo del lusso. L'identità di prodotto dei marchi o maison è radicata prevalentemente nell'alta orologeria e nella gioielleria. La maison leader del gruppo è Cartier, maison gioielliera tra le più grandi al mondo, che da sola realizza quasi la metà del fatturato dell'intero gruppo, seguita da Van Cleef e Montblanc. Uno dei tratti distintivi del gruppo per lo sviluppo delle maisons sta nel concedere una certa libertà e autonomia ai marchi, consentendogli di seguire il sentiero di crescita più congeniale ai valori e alle tradizioni del marchi.

## Storia
La storia del gruppo Richemont è legata a quella della famiglia Rupert, i maggiori promotori e finanziatori. Anton Rupert, originario del Sudafrica, era un imprenditore già negli anni 40, nel campo del tabacco e delle estrazioni minerarie. Nella sua prima fase imprenditoriale era l'azionista di maggioranza del gruppo Rembrandt, nel quale Rothmans International, rendeva i migliori profitti.
L'approccio e la successiva strategia di acquisizione di maison del lusso, inizia negli anni Settanta, con progressive acquisizioni di Cartier Monde, in un periodo in cui la maison attraversava un problema di identità e di governance. A Cartier Monde, apparteneva anche Dunhill, detentrice a sua volta di quote in Montblanc ed in Chloé. Una delle prime operazioni per Cartier, fu il lancio della linea Must de Cartier, un successo che rinforzò lo storico marchio gioielliero parigino. Il gruppo Vendome, così era chiamato il primo nucleo del gruppo Richemont, nacque su solide basi finanziarie, anche perché la famiglia Rupert non abbandonò nel frattempo gli interessi nel campo del tabacco e delle miniere.
Johann Rupert, figlio maggiore di Anton, è il prosecutore e il finalizzatore della strategia di acquisizione e di concentrazione iniziata dal padre. Johann si forma come banchiere negli Stati Uniti, presso la Chase Manhattan Bank (diventata poi JPMorgan Chase), unendosi poi alla gestione familiare del gruppo Vendome. Nel 1988 Johann Rupert separa il business delle miniere e dei tabacchi da quello del lusso, pone la sede a Ginevra e diviene amministratore delegato del gruppo, ora Richemont, un nome inventato ma perfettamente in linea con il core business. Nel 1999 Rupert comprò il 60% dello storico gioielliere Van Cleef & Arpels, per 265 milioni di dollari, e nel 2002 pagò 1,86 miliardi di dollari per tre storici marchi orologieri: Jaeger-LeCoultre, IWC e A. Lange & Söhne. "Non si tratta solo di quello che compri - ha dichiarato alla stampa - ciò che conta è la possibilità di supportare i brand quando le cose si mettono male. Si crea maggior valore azionario costruendo una reputazione piuttosto che comprandola".
Johann Rupert è stato definito dalla stampa "Rupert l'orso", perché è molto cauto, riluttante a farsi intervistare, ed anche perché in una dichiarazione del 2006 predisse la crisi economica (l'orso di Wall Street) iniziata il 2008. Attualmente detiene circa il 9% del gruppo Richemont, una quota sufficiente a decretarlo azionista di maggioranza. A differenza degli altri gruppi del lusso, che spesso producono nelle stesse fabbriche e creano delle sinergie nella distribuzione e nella comunicazione, il gruppo Richemont mantiene le maisons indipendenti una dall'altra. "L'integrità del prodotto deve essere considerata più importante delle sinergie - spiega Rupert - il consumatore vuole avere la garanzia che gli orologi Piaget siano fatti nella fabbrica Piaget". Nel giugno 2021 la società ha acquisito la storica casa di pelletteria belga Delvaux con una cinquantina di negozi. Nel 2023 il Gruppo ha acquisito la società italiana Gianvito Rossi, produttrice di scarpe e calzature di lusso, e nel maggio 2024 la società italiana Vhernier, produttrice di gioielli; tra l'ottobre 2024 e l'aprile 2025 ha ceduto le proprie quote di Yoox Net-a-Porter a Mytheresa.

## I marchi
Il gruppo Richemont è diversificato in cinque aree di mercato: orologi, gioielli, pelletteria ed accessori, strumenti da scrittura e altre aree di business, in quest'ultima rientra l'area moda e fashion, che sta gradualmente crescendo di importanza all'interno del gruppo. Si tenga presente che la seguente classificazione è necessariamente arbitraria. Cartier, ad esempio, è anche una maison di orologi, discorso analogo per Montblanc.

### Gioielleria
- Cartier
- Van Cleef & Arpels
- Montblanc
- Buccellati[7]
- Vhernier

### Orologeria
- A. Lange & Söhne
- Baume & Mercier
- Cartier
- International Watch Company
- Jaeger-LeCoultre
- Montblanc
- Officine Panerai
- Piaget
- Vacheron Constantin
- Roger Dubuis
- Van Cleef & Arpels

### Strumenti da scrittura
- Montblanc
- Cartier

### Pelletteria e accessori
- Montblanc
- Serapian Milano
- Dunhill
- Cartier
- Delvaux

### Altri settori
- Chloé
- Azzedine Alaïa
- Purdey
- Yoox Net-A-Porter Group